# انقلاب اواس
انقلاب اواس (به انگلیسی: Revolution OS) مستندی ۸۵ دقیقه‌ای به کارگردانی جی. تی. اس. مور با حضور ریچارد استالمن، اریک ریموند و لینوس تروالدز است دربارهٔ شکل‌گیری گنو، جنبش نرم‌افزار آزاد و نحوه استقبال جامعه از آن‌ها.